# الاستكشاف الأوروبي البحري لأستراليا

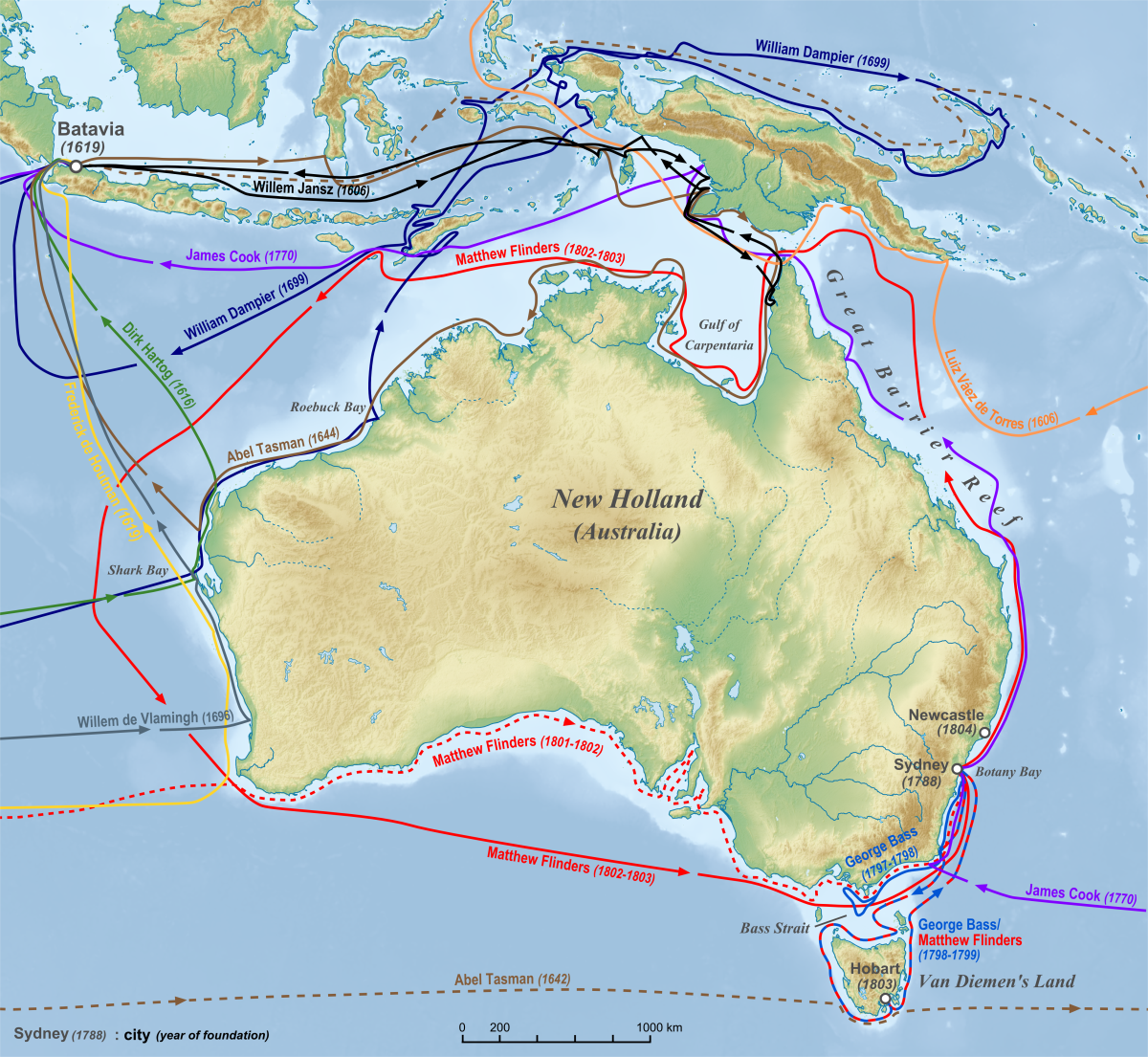
رحلات بحريَّة استكشافيَّة مُختارة سلكها البحّارة الأوروبيون في القارة الأستراليَّة وما جاورها حتى عام 1812
1606 فيلم يانسون
1606 لويس فاز دي تورس
1616 ديرك هارتوج
1619 فريدريك دي هاوتمان
1642 أبل تاسمان
1696 فيلم دو فلامنغ
1699 وليام دامبير
1770 جيمس كوك
1788 آرثر فيليب
1797–1799 جورج باس
1801–1803 ماثيو فليندرز

حدث الاستكشاف الأوروبي البحري لأستراليا على عدة مراحل، وقام به عدة أجيال من البحارة الأوروبيين البيض الذين أبحروا حول أطراف القارة الأسترالية. كان الملاحون الهولنديون أول الأوروبيين الذين اكتشفوا الساحل الأسترالي ورسموا خرائط له، ويعتبر الملاح الهولندي فيلم يانسون أول من قام برحلة استكشافية موثقة لأستراليا في عام 1606. زار البحارة الهولنديون السواحل الغربية والشمالية للقارة وكذلك فعل المستكشفون الفرنسيون.
كانت الرحلة الاستكشافية الأكثر شهرة هي رحلة البحرية الملكية التي قادها الكابتن جيمس كوك بعد مرور 164 عاماً على رحلة يانسون. اتبع كوك التعليمات الموجهة له لاستكشاف جنوب المحيط الهادئ وفي 19 أبريل 1770 وصل إلى الساحل الجنوبي الشرقي لأستراليا وأصبح أول أوروبي مسجل يستكشف الخط الساحلي الشرقي لها. واستمر المستكشفون عن طريق البر والبحر في مسح القارة لعدة سنوات بعد بدء الاستيطان الأوروبي فيها.

## القرن السابع عشر

### الاستكشاف الهولندي ورسم خرائط البر الأسترالي الرئيسي والجزر المحيطة به
تأسست شركة الهند الشرقية الهولندية في عام 1602، وقد سيَّرت هذه الشركة الكثير من الرحلات البحرية إلى الجزر التي تشكل الآن إندونيسيا، وبالتالي كانت سفن الشركة قريبة جداً من أستراليا.
حدثت أول رؤية أوروبية موثقة لأستراليا وأول هبوط على أراضيها في أواخر فبراير 1606 من قبل الملاح الهولندي فيلم يانسون على متن السفينة ديوفكين، رسم يانسون الساحل الأسترالي والتقى بأشخاص من سكانها الأصليين ظنًا منه أنها جزء من ساحل غينيا الجديدة، وصل يانسون في 26 فبراير 1606 إلى الأرض الأسترالية  بالقرب من بلدة ويبا ونهر بينفاذر لكنهم تعرضوا للهجوم الفوري من قبل السكان الأصليين، فانتقل إلى أسفل الساحل لحوالي 350 كم، وعندما توقف في مكان جديد تعرض لهجوم السكان المحليين وقد قتل بعض رجاله في هذه المواجهات. هبطت بعثة إسبانية يقودها بيدرو فرنانديز دي كيروس في هيبريديس الجديدة في نفس العام، معتقدين أن هذه هي القارة الجنوبية الأسطورية، وفي وقت لاحق من ذلك العام، أبحر نائب لويس كويرس لويس فايز دي توريس إلى الشمال من أستراليا عبر مضيق توريس، ورسم الساحل الجنوبي الجديد لغينيا الجديدة، ووصل لكيب يورك في أكتوبر 1606.

وصل فريدريك دي هوتمان عام 1619 إلى الساحل الأسترالي بالقرب من مدينة بيرث حالياً وأطلق عليها اسم ديدلاند، عين هيسيل جيريتس في 16 أكتوبر 1617 كأول رسام خرائط حصري في شركة الهند الشرقية الهولندية، وتضمنت وظيفته رسم وترميم خرائط لسواحل المناطق المستكشفة، أنتج جيريتس أول خريطة في عام 1622 وظهر فيها أول جزء من أستراليا يُرسم على الإطلاق، وهو الجزء الذي اكتشفه يانسون عام 1606، وظنه جزءًا من غينيا الجديدة وسُمي نويفا غينيا على الخريطة، لكن جيريتس أضاف أيضًا نقشًا يقول:
عبر بحارة بيدرو فرنانديز دي كويروس غينيا الجديدة إلى 10 درجات غرباً عبر العديد من الجزر والمياه الضحلة لمدة تصل إلى 40 يوماً، وافترضوا أن غينيا الجديدة لا تتجاوز 10 درجات إلى الجنوب، وإذا كان الأمر كذلك فإن الأراضي من 9 إلى 14 درجة ستكون أرضاً منفصلة، وليست جزءاً من غينيا الجديدة.
كانت جميع المخططات والسجلات التي يعود بها التجار والبحارة يجب تقديمها إلى جيريتس، ورافقت خرائطه جميع الرحلات البحرية الهولندية. وفي عام 1623 كلفت شركة الهند الشرقية الهولندية جان كارستينس بقيادة رحلة استكشافية إلى الساحل الجنوبي لغينيا الجديدة وما بعده. وكان الهدف من هذه الرحلة متابعة تقارير الأراضي الإضافية التي شاهدها جنوسون عام 1606 في رحلته إلى الجنوب، سافر كارستينس على طول الساحل الجنوبي لغينيا الجديدة، ثم توجه جنوباً إلى شبه جزيرة كيب يورك وخليج كاربينتاريا، وواجه السكان الأصليين الأستراليين هناك لأول مرة، ووصفهم بأنهم أناس ذوو مظهر فقير وبائس، وليس لديهم أي معرفة أو اهتمام بالمعادن الثمينة أو التوابل، وفي 8 مايو 1623 خاض كارستنيتس وطاقمه مناوشات مع 200 من السكان الأصليين عند مصب نهر صغير بالقرب من كيب دوفكين (سميت على اسم سفينة يانسون التي كانت قد زارت المنطقة في وقت سابق)، أطلق كارستنينس على النهر اسم كاربنتر الصغير وخليج كاربينتاريا تكريماً لبيتر دي كاربنتير الحاكم العام لجزر الهند الشرقية الهولندية.
بحلول نهاية عصر النهضة في أوروبا (1450 إلى 1650) كان الأوروبيين قد استكشفوا ورسموا قارات العالم أجمع، باستثناء القارة القطبية الجنوبية وأستراليا، وهو الأمر الذي وثقته خريطة العالم التي وضعها رسام الخرائط الهولندي جوان بلاو في عام 1648. تُظهر خريطة جوان بلاو بعض الأجزاء الرئيسية لأستراليا التي جرى التعرف عليها اعتماداً على الرحلات الاستكشافات الهولندية في النصف الأول من القرن السابع عشر، وفي عام 1696 قاد فيلم دو فلامينغ مهمة إنقاذ بحرية إلى الساحل الغربي لأستراليا للبحث عن ناجين من سفينة ريديرشيب الهولندية والتي كانت قد اختفت قبل عامين. أثبتت المهمة عدم جدواها، ولكن على طول الطريق رسم فلامينغ أجزاء من الساحل الغربي للقارة ونتيجةً لذلك تحسن التنقل على طريق المحيط الهندي من رأس الرجاء الصالح إلى جزر الهند الشرقية الهولندية.

## القرن الثامن عشر
أُرسل الملازم البريطاني جيمس كوك في عام 1768 على رأس رحلة استكشافية إلى المحيط الهادي، أبحر كوك غرباً عبر كيب هورن ووصل إلى هناك في عام 1769. وفي رحلة العودة واصل استكشافاته لجنوب المحيط الهادئ بحثاً عن القارة المفترضة تيرا أسترالس، فوصل أولاً إلى نيوزيلندا ثم أبحر غرباً لرؤية الجزء الجنوبي الشرقي للقارة الأسترالية في 20 أبريل 1770، وبذلك كانت رحلة كوك أول بعثة أوروبية موثقة تصل إلى الساحل الشرقي لأستراليا.
كانت تلك الفترة تشهد تنافساً أنجلوفرنسياً كبيراً، ولذلك وثَّق كوك أنه عندما كان في مضيق توريس في جزيرة بوسيون في 22 أغسطس 1770 فقد سجل الساحل الشرقي «لهولندا الجديدة» باسم الملك جورج الثالث واسماه نيو ساوث ويلز (وتعني بالإنجليزية «ويلز الجديدة الجنوبية»). ومع ذلك فإن التعليمات الآتية لم تأذن لكوك بضم نيو هولاند (أستراليا). كما أنَّ جوزيف بانكس الذي كان برفقة كوك لم يذكر أو يوثق أياً من هذه الحوادث، وعادت البعثة إلى إنجلترا عبر المحيط الهندي ورأس الرجاء الصالح.
انطلقت حملة فرنسية في عام 1772 بقيادة مارك جوزيف ماريون دوفرينسن. أمضى مارك بضعة أيام في تسمانيا حيث أجرى اتصالات مع السكان الأصليين للجزيرة وهو أول أوروبي قام بذلك، وفي خليج بلاكمانز طالب بأرض بفان ديمن من أجل فرنسا، ثم أبحر إلى نيوزيلندا حيث قتل بعض أفراد طاقمه على يد المحاربين الماوريين، ثم هبط على جزيرة ديرك هارتوغ وسمى أستراليا الغربية باسم الملك الفرنسي لويس الخامس عشر.